# Індикатор метану

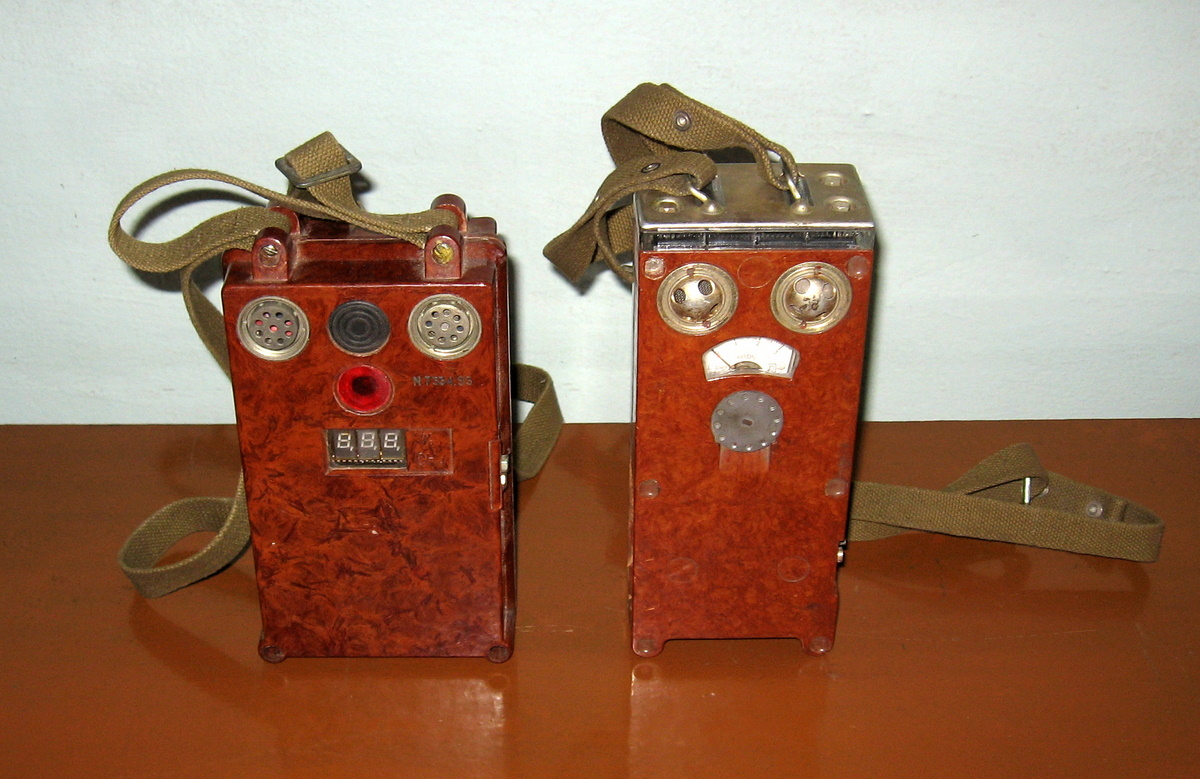
Переносні сигналізатори метану «Сигнал»

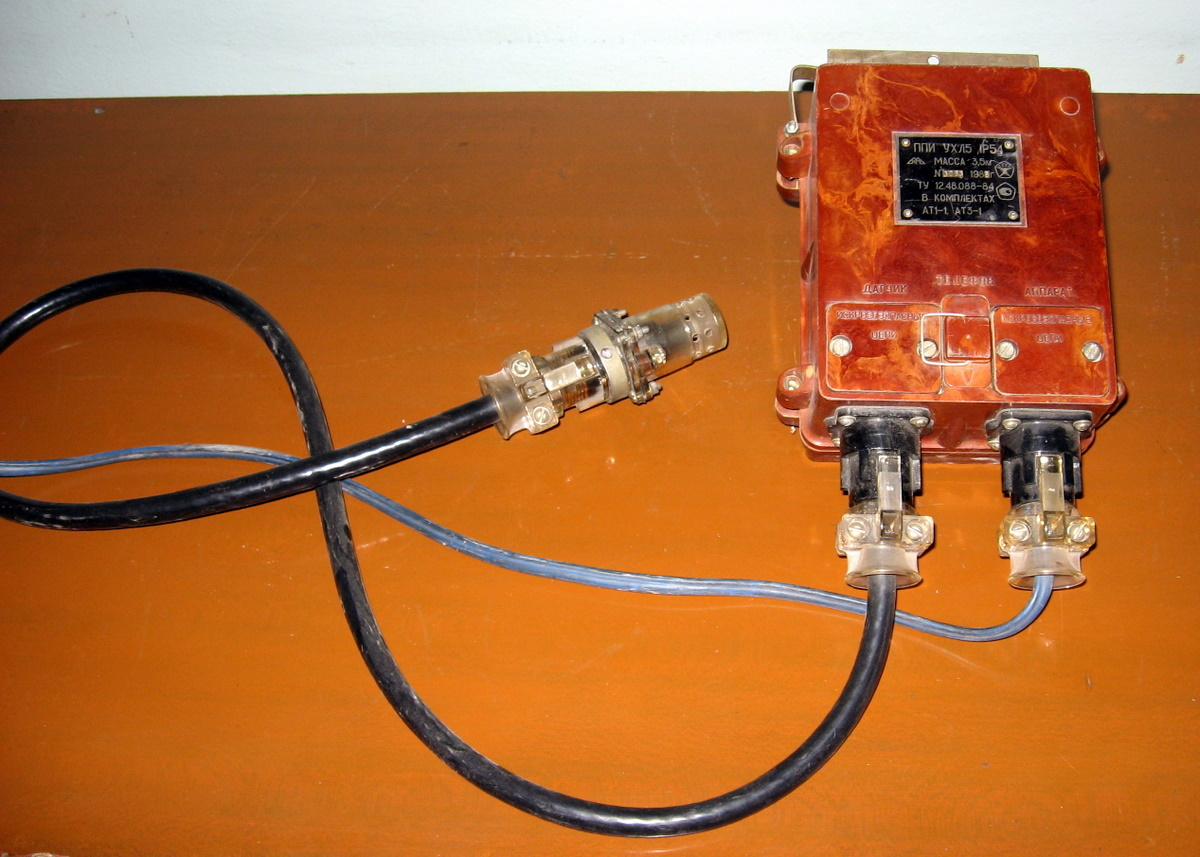
Прилад сигналізації метану з комплекту АТ1-1, АТ3-1 («Метан»)

Індика́тор мета́ну (англ. methane indicator; нім. Methananzeigegerät n, Methananzeiger m, Wetterprüfer m) — прилад для сигналізації про вміст метану в атмосфері гірничої виробки. Розрізняють неавтоматичний індикатор (сигналізатор) і автоматичний (входить до складу автоматичного газового захисту)